# Осада Кастельнуово
Осада Кастельнуово (ит. Assedio di Castelnuovo) — одно из сражений османо-габсбургских войн; проходила с 18 июля по 7 августа 1539 года.

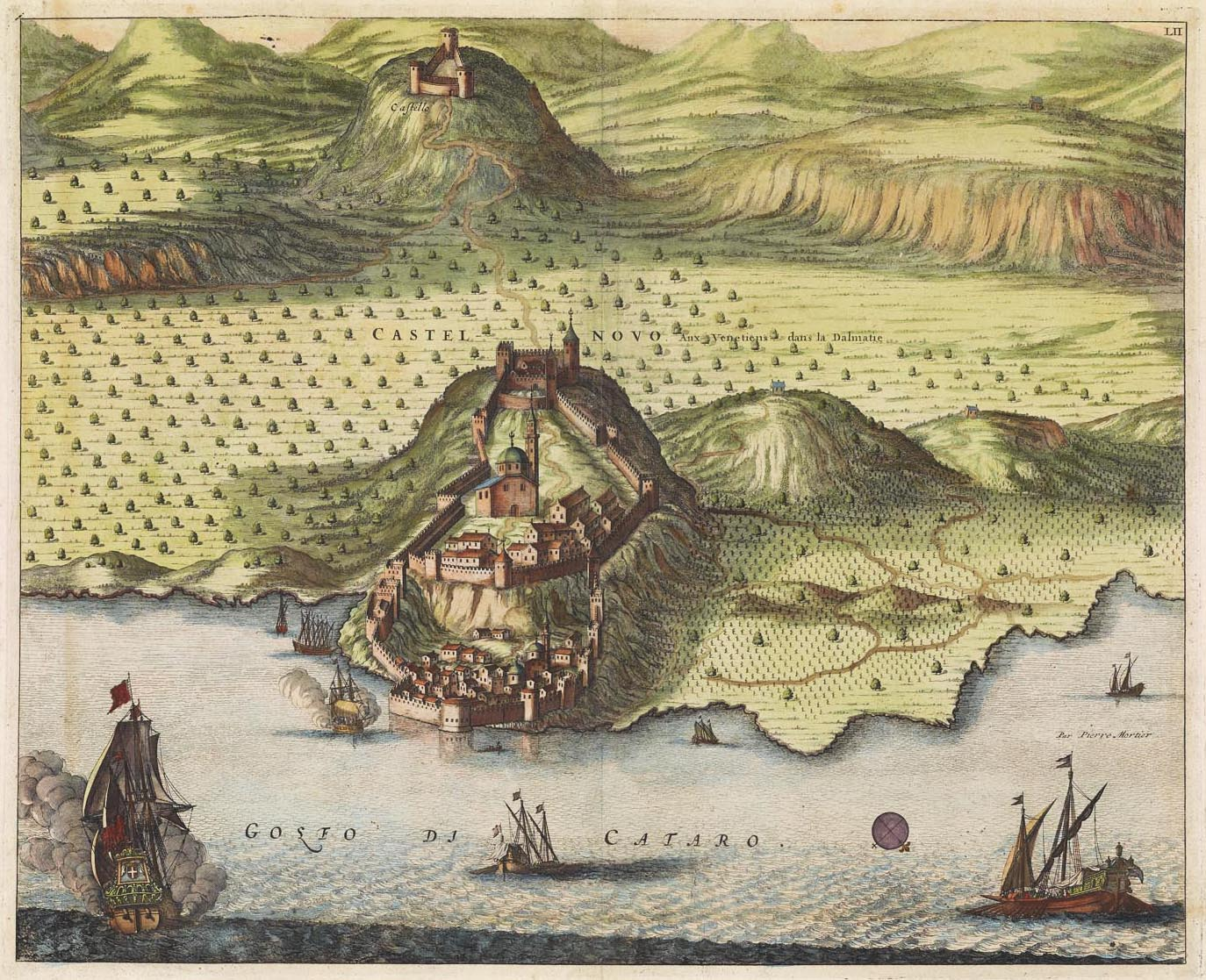
Вид на Кастельнуово и Которскую бухту. Около 1700 г.

## Предыстория
Летом 1538 года папа Павел III сумел создать антитурецкую «Священную лигу», в которую вошли Папское государство, Испания, Венецианская республика, Генуэзская республика и Мальтийские рыцари. Воодушевление участников было столь велико, что они уже строили планы раздела Османской империи, но в 1538 году флот Лиги потерпел поражение в сражении при Превезе, в котором турки не понесли потерь вообще. Сухопутные войска Лиги под командованием Альваро де Санде, однако, сумели высадиться на побережье Венецианской Албании и захватить важный город Кастельнуово, лежащий между венецианскими владениями Каттаро и Рагуза. Венеция потребовала город себе, но император Карл V отказался передать его, что стало началом конца Священной Лиги. В городе разместились испанская терция численностью около 3500 человек, 150 легковооружённых всадников, небольшой отряд греческих солдат, артиллерия; возглавил их маэстро-де-кампо Франсиско де Самиенто. Предполагалось, что Кастельнуово станет плацдармом для наступления вглубь Османской империи, однако поражение флота Лиги при Превезе и последующий выход Венеции из войны дал туркам господство на море, лишив высадившуюся группировку снабжения.

## Ход событий
Весной 1539 года к Кастельнуово отправился турецкий флот под руководством Хайр-ад-Дина Барбароссы. Взяв с собой 20 тысяч человек (в том числе 4 тысячи янычар), флот должен был блокировать Кастельнуово с моря; с суши крепость должны были атаковать 30 тысяч человек под командованием Уламена (османского губернатора Боснии, перса по происхождению). За зиму испанцы немного укрепили город, однако считали, что он будет лишь плацдармом для дальнейшего наступления, и поэтому узнав, что на них идёт турецкая армия, запросили инструкций и подкреплений. Находившийся в Отранто адмирал Лиги Андреа Дориа, учитывая господство турок на море, посоветовал Самиенто сдаться.
12 июня ко входу к Каттарскому заливу подошло 30 турецких галер, которые высадили тысячу человек. Узнав о турецком десанте, испанцы из Кастельнуово тут же атаковали его и вынудили вернуться на корабли. 18 июля прибыл Барбаросса с основными силами, и немедленно начал высадку войск; несколько дней спустя подошёл Уламен. За пять дней турецкие сапёры вырыли траншеи, подготовили позиции для 44 турецких пушек, и даже выровняли почву для улучшения возможностей турецких войск по манёвру. В это время испанцы совершили несколько вылазок, нанеся урон туркам, и Барбаросса запретил своим офицерам ввязываться в стычки, чтобы сберечь ценные кадры.
Барбаросса предложил крепости почётную капитуляцию, предлагая гарнизону покинуть её с оружием и знамёнами и уплыть в Италию; он требовал оставить только пушки и порох. Однако это предложение было отвергнуто, и 23 июля османские пехота и артиллерия начали штурм города. Бой продолжался весь день, но город выстоял, а за ночь испанцы заделали бреши, пробитые пушками в стенах крепости. На следующий день бой возобновился, однако все атаки опять были отбиты гарнизоном. Осаждающая армия потеряла около 1500 человек; потери осаждённых составили 500 человек убитыми. Ободрённые успехом испанцы совершили ночную вылазку, приведшую к большой панике в османском лагере.
Барбаросса решил, что ключом к испанским укреплениям является форт в верхнем городе, и в последующие дни большинство орудий сосредоточило огонь на нём. К 4 августа форт превратился в руины, и Барбаросса отдал приказ о штурме. Турки атаковали на рассвете 4 августа, и к вечеру форт остался в их руках; уцелевшие испанцы отступили за городские стены. Турки получили от пленных информацию о том, что у гарнизона много раненых и кончаются порох и боеприпасы, и решили продолжить интенсивные бои.
5 августа Барбаросса бросил на штурм всех янычар и спешенную кавалерию. Несмотря на огромное численное превосходство турок испанцам удалось удержаться, была потеряна лишь одна башня городской стены. Самиенто приказал сапёрам уничтожить башню с помощью мины, однако порох неожиданно взорвался раньше, убив находившихся поблизости рабочих и солдат. На рассвете следующего дня начался сильнейший ливень, сделавший невозможным применение артиллерии и фитильных аркебуз. Испанцы выставили на стены всех раненых, и они сумели удержаться опять, хотя драться приходилось лишь холодным оружием.
На следующее утро началась последняя турецкая атака. Артиллерия разрушила стены, и Самиенто, будучи трижды раненый стрелами в лицо, приказал оставшимся шести сотням испанских солдат отступать к цитадели, однако двери в замок оказались закрытыми. Испанский отряд был окружён турками, и сражался до конца.

## Результаты
При осаде и штурме Кастельнуово турки потеряли почти всех янычар, общие потери, включая другие войска, не менее 8000 человек. В плен попало около 200 испанцев, большинство из которых были ранеными; обозлённые большими потерями османские солдаты вырезали половину пленных. Выжившие испанцы были отправлены в качестве рабов в Стамбул; 6 лет спустя 25 из них удалось бежать и добраться до Мессины.
Падение Кастельнуово привело к завершению боевых действий Священной Лиги против Османской империи в Восточном Средиземноморье. Хотя замок Кастельнуово и пал, его оборона была воспета в многочисленных произведениях по всей Европе.